# Sulawesi Barat
Sulawesi Barat är en provins på västra Sulawesi i Indonesien. Den bildades 16 oktober 2004 och var tidigare en del av provinsen Sulawesi Selatan. Provinsen har en area av 16990 km2 och en folkmängd av 1 158 336 invånare (2010).

## Administrativ indelning
Provinsen är indelad i fem distrikt.
Distrikt (Kabupaten):
- Majene, Mamasa, Mamuju, Mamuju Tengah, Pasangkayu, Polewali Mandar